# إيدي هيريرا
إيدي هيريرا هو موسيقي دومينيكاني، ولد في 30 أبريل 1964 في سانتياغو دي لوس كاباليروس في جمهورية الدومينيكان.

## وصلات خارجية
- إيدي هيريرا على موقع IMDb (الإنجليزية)
- إيدي هيريرا على موقع ميوزك برينز (الإنجليزية)
- إيدي هيريرا على موقع أول ميوزيك (الإنجليزية)
- إيدي هيريرا على موقع ديسكوغز (الإنجليزية)